# Dilara Kazimova
Dilara Kazimova é uma cantora que representou o Azerbaijão no Festival Eurovisão da Canção 2014, em Copenhaguem, Dinamarca, com a canção "Start A Fire"., tambem fez parte do grupo de rock, Unformal e atualmente está no grupo de pop, Milk & Kisses.